# Marella Discovery

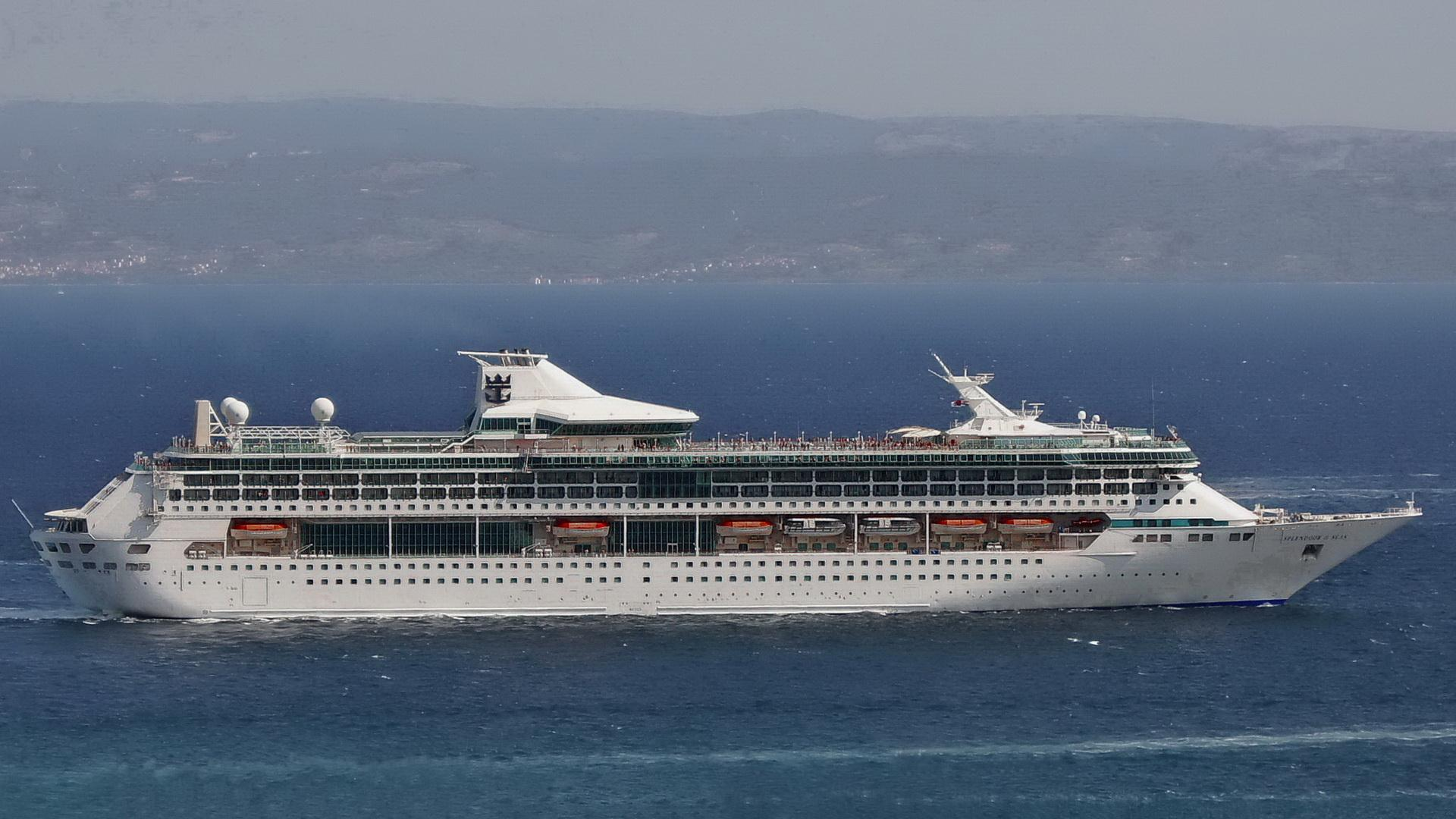
Splendour of the Seas saindo do porto de Split, na 16 de julho de 2011

Splendour of the Seas foi um navio de cruzeiros, encomendado e operado pela companhia norte-americana Royal Caribbean International. Atualmente opera pela Thomson Cruises, com o nome TUI Discovery. 
O Splendour é o segundo navio da denominada "Vision", que possui no total seis embarcações. Inaugurado em 1996, compartilha com seu único gêmeo idêntico, MS Legend of the Seas, o design original da classe. Os outros quatro navios da classe possuem diferenciais, e são ligeiramente maiores que o Splendour e o Legend. Externamente, a diferença mais notável é o posicionamento da chaminé, que nas demais embarcações fica bem próxima da proa, enquanto no Splendour (e também no Legend), localiza-se na região central do navio, acima do "Viking Crown", um lounge panorâmico com visão de quase 360° no deck mais alto do navio. 
Em 2015, foi vendido pela Royal Caribbean para o grupo TUI, que é dono de diversas companhias de cruzeiro. A empresa alemã decidiu adquirir o navio para uso em sua marca inglesa chamada Thomson Cruises, batizando-o TUI Discovery.  Despediu-se do Brasil em abril de 2015 , e em junho de 2016 passou a operar pela sua nova armadora com seu novo nome, e nova aparência. 

## Construção
Foi construído no estaleiro Chantiers de l'Atlantique em Saint Nazaire na França, onde a maior parte da classe Vision foi construída. Acomoda 2.064 passageiros em ocupação máxima, e possui cerca de 70,000 toneladas. Com 265 metros de comprimento por 32 metros de largura, atinge velocidade máxima na casa dos 25 nós. 

## Reforma
Em 2011 foi alvo de uma profunda reforma, parte de um programa de modernização da frota promovido pela Royal Caribbean, que alterou muitas de suas características. Além de uma atualização geral em seus espaços, o Splendour ganhou novos restaurantes e atrações. 

## Viagens

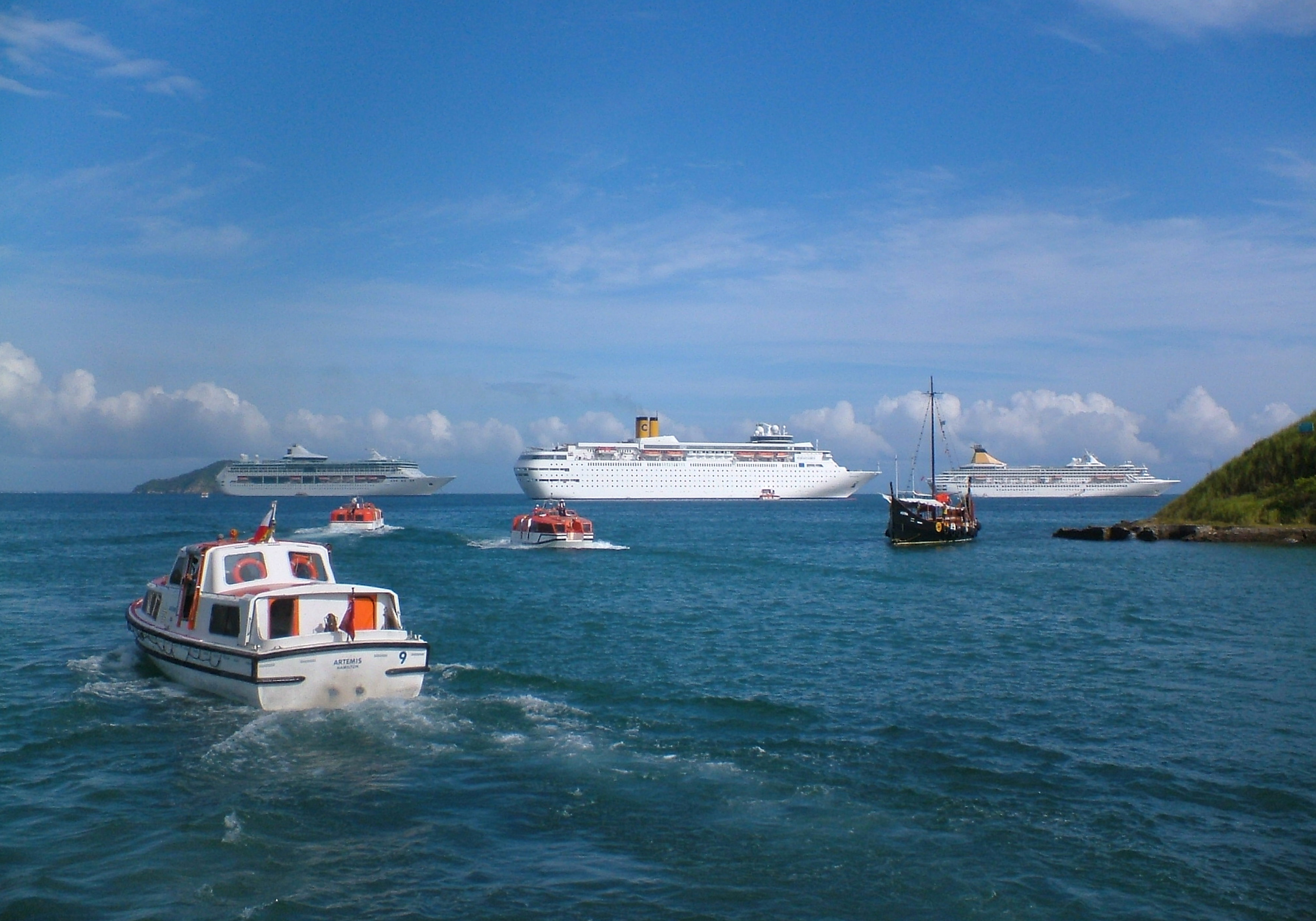
Costa Classica (Costa Crociere) ao centro, Splendour of the Seas a esquerda, e Artemis (P&O Cruises) a direita, em Búzios, 2008.

Há quase dez anos tem operado na Europa e na América do Sul, realizando as temporadas no Velho Continente entre os meses de maio e novembro, e as sul-americanas entre dezembro e abril. Enquanto na Europa, realiza embarques majoritariamente em Veneza, na Itália, para roteiros pelas Ilhas Gregas, que contém também passagens por Turquia, Croácia e Montenegro. Na América do Sul, embarca exclusivamente no porto de Santos, no Brasil, para roteiros de duração variada, com passagem por portos brasileiros e também argentinos e uruguaios. 
Realizou temporada inaugural no Brasil em 2000/2001, sendo um enorme sucesso ente o público nacional e o maior navio que veio ao Brasil na temporada. Retornou ao país na temporada seguinte, repetindo o sucesso da estação anterior. Entretanto, devido a seu tamanho, evidenciou a falta de infraestrutura dos portos brasileiros, que mal tinham condições de acolhê-lo. No porto de Santos, por exemplo, não pode atracar em frente ao terminal de passageiros em nenhuma das escalas que fez no porto, por conta de uma pedra submersa que localizava-se em frente à instalação e limitava significantemente o calado da região. Dessa forma, a Royal Caribbean optou por explorar novos destinos a partir de 2002, para só retornar ao país em 2007/2008, quando a situação portuária brasileira havia melhorado em alguns pontos. Desde então, o Splendour é presença regular nas temporadas nacionais, realizando diversos roteiros destinados ao público brasileiro.   
Em 2014/2015 realizou sua última temporada no Brasil, sendo substituído pelo MS Rhapsody of the Seas nos roteiros pela América do Sul. Após mais de dez anos de sua estréia, se despediu dos portos brasileiros em abril de 2015. Como consequência, navegou pela primeira vez no Oriente Médio, realizando embarques em Dubai, nos Emirados Árabes Unidos para roteiros de uma semana pela região.
Ao todo, realizou dez temporadas no Brasil, contando suas duas passagens pelo país, entre 2000 e 2015.

## Curiosidade
Uma curiosidade é que seu irmão gêmeo Legend of the Seas também foi comprado pela TUI e agora, chamado de TUI Discovery II (2), como o antigo Splendour que se chama TUI Discovery.

## Ligações Externas
- Fotos das áreas públicas do navio após a reforma de 2011, Portal WorldCruises.com
- Ex-Splendour escala Lisboa pela primeira vez com nova aparência e nome (fotos), Portal WorldCruises.com